# Schwarzenfeld

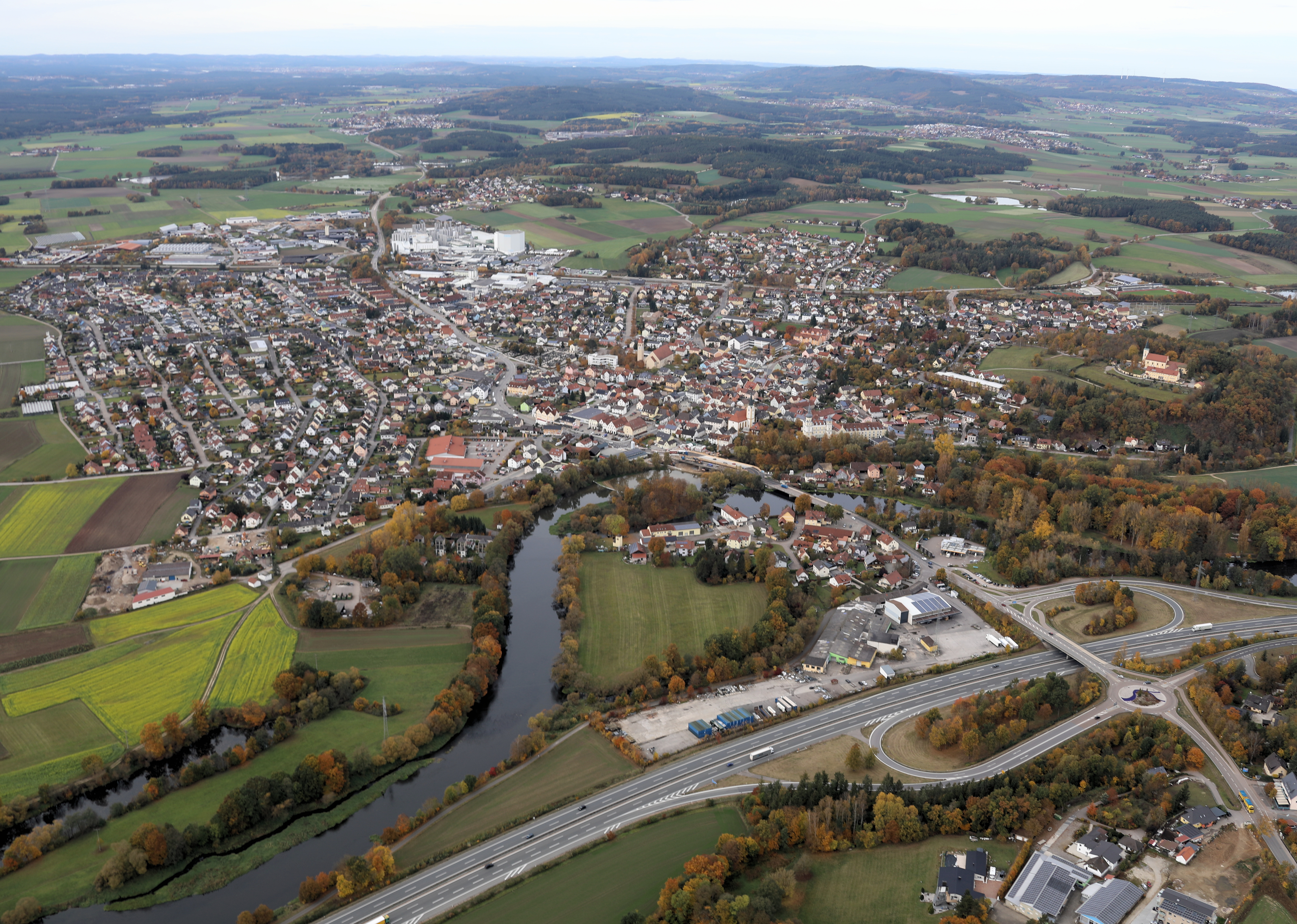
Schwarzenfeld (2023)

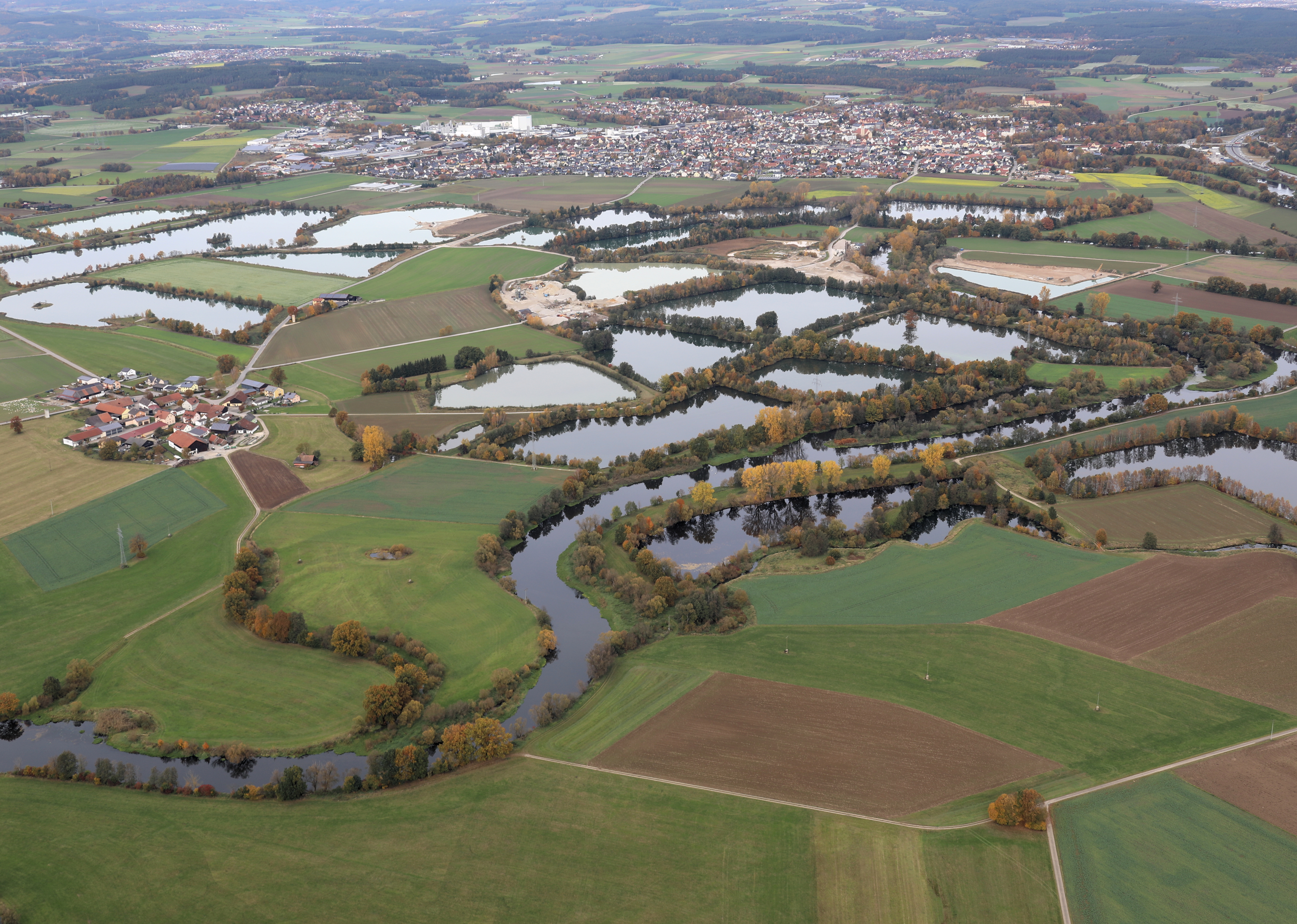
Fluss Naab südlich von Schwarzenfeld (2023)

Schwarzenfeld ist ein Markt im Oberpfälzer Landkreis Schwandorf.

## Geographie

### Geographische Lage
Schwarzenfeld liegt in der Region Oberpfalz-Nord am Zusammenfluss der Naab und der Schwarzach am nördlichen Ende des Oberpfälzer Seenlands. Höchste Erhebung ist der Miesberg mit der Dreifaltigkeitskirche (Grundsteinlegung der Kapelle 1691; 1721 wurde die Kapelle zu einer Kirche vergrößert, 1888 erhielt die Kirche den noch heute erhaltenen Turm) und dem Passionistenkloster (1934–1935 gegründet). Rund um die Anlage auf dem Miesberg führt ein Kreuzweg (1951 eingeweiht) entlang des Philosophenwegs; an diesem liegt auch die St.-Barbara-Aussichtskanzel. Zwischen Miesberg und Traunrichter Berg (Name vom Gemeindeteil Traunricht) liegt der Naabdurchbruch mit der Naabinsel (Schlosspark), gegenüber die von der A 93 überquerte Mündung der Schwarzach.
Auf dem Gemeindegebiet des Marktes Schwarzenfeld befindet sich der geographische Mittelpunkt der Oberpfalz. In der Nähe des Ortsteiles Frotzersricht liegt der von der Bayerischen Vermessungsverwaltung errechnete Punkt in einer ehemaligen, mittlerweile gefluteten Tongrube (Position).
Auf dem Dachsberg sind Ausläufer des Pfahls sichtbar, eines sich zum Bayerischen Wald erstreckenden Quarzgestein-Felsenzugs von rund 150 km Länge.

### Nachbargemeinden
Die Nachbargemeinden (im Uhrzeigersinn) sind: Stulln, Schwarzach bei Nabburg, Neunburg vorm Wald, Wackersdorf, Schwandorf, Fensterbach und Schmidgaden.
| Schmidgaden 7 km | Stulln 5 km                                 | Schwarzach bei Nabburg 8 km |
| Fensterbach 6 km | Kompassrose, die auf Nachbargemeinden zeigt | Neunburg vorm Wald 21 km    |
| Schwandorf 10 km | Schwandorf 10 km                            | Wackersdorf 13 km           |

### Gemeindegliederung
Die Marktgemeinde Schwarzenfeld hat 19 Gemeindeteile (in Klammern ist der Siedlungstyp angegeben):
- Ameisgrub (Einöde)
- Asbach (Dorf)
- Buchtal (Fabrik)
- Deiselkühn (Dorf)
- Frotzersricht (Weiler)
- Glöcklhof (Einöde)
- Godlhof (Einöde)
- Hohenirlach (Weiler)
- Holzhaus (Einöde)
- Irrenlohe (Dorf)
- Kögl (Dorf)
- Ödhof (Einöde)
- Pretzabruck (Dorf)
- Raffach (Weiler)
- Schwaig (Einöde)
- Schwarzenfeld (Hauptort)
- Sonnenried (Dorf)
- Traunricht (Dorf)
- Zilchenricht (Weiler)

Es gibt die Gemarkungen Pretzabruck, Schwarzenfeld, Sonnenried und Frotzersricht.

## Geschichte

### Bis zum 19. Jahrhundert
Schwarzenfeld wurde am 17. April 1015 erstmals in einer Schenkungsurkunde von Kaiser Heinrich II. an das Bistum Bamberg als „Suarzinvelt“ erwähnt. Von etwa 1140 bis 1160 wurde der Ort als „Swarcenvelt“ bezeichnet, 1288 als „Suercenvelth“, 1307 als „Swartzenvelt“, 1326 als „Swaertzenuelt“, 1350 zum ersten Mal als „Schwarzenfeld“, 1366–1368 als „Swertzenuelt“, 1398 als „Swärtzenuelt“ und 1510 schließlich in der heute gültigen Schreibweise des Ortsnamens. Beim Ortsnamen handelt es sich um einen ursprünglichen Flurnamen. Dessen Grundwort geht auf den Begriff „feld“, „veld“ bzw. „velt“ zurück, der im Althochdeutsch so viel wie „Ebene, Flachland, ebenes, offenes, anbaufähiges Land, Feld, Weideland“ bedeutete. Das Bestimmungswort wurde von der Bezeichnung „swarz“ abgeleitet.
Schwarzenfeld gehörte zum Rentamt Amberg und zum Landgericht Nabburg im Kurfürstentum Bayern. Die Grafen von Holnstein besaßen hier ein Landsassengut mit niederer Gerichtsbarkeit. Der Ort besaß jedoch auch das Marktrecht mit wichtigen Eigenrechten. Im Zuge der Verwaltungsreformen in Bayern entstand mit dem Gemeindeedikt von 1818 die heutige Gemeinde. 1890 wurde Schwarzenfeld zum Markt erhoben.

### 20. Jahrhundert
Zum Ende des Zweiten Weltkrieges im April 1945 begannen die Todesmärsche von KZ-Häftlingen aus dem KZ Flossenbürg in das KZ Dachau. Am 17. April 1945 wurden etwa 2000 jüdische Häftlinge mit dem Zug aus dem KZ Flossenbürg abtransportiert. Am 19. April 1945 um 7 Uhr erreichte der Zug den Ort Schwarzenfeld. Auf Grund der mit der Bombardierung Schwandorfs am 17. April 1945 einhergehenden Zerstörung des Schwandorfer Bahnhofes musste der Zug in Schwarzenfeld stoppen, wo er von US-amerikanischen Tieffliegern irrtümlicherweise für einen Munitionstransport gehalten und angegriffen wurde. 200 SS-Soldaten gingen in Deckung und bewachten den Zug, dass die Häftlinge den Zug nicht verlassen konnten. Einige Häftlinge versuchten bei diesem Luftangriff zu fliehen, die meisten von ihnen wurden dabei von SS-Bewachern getötet oder starben durch den Luftangriff. In den Waggons konnte man die Häftlinge vor Hunger schreien hören, aber die SS verhinderte, dass sie Essen von der Bevölkerung bekamen. Die verwundeten Häftlinge oder diejenigen, die zu schwach waren zum Marschieren, wurden von der SS erschossen. 140 Tote blieben am Bahnhof in Schwarzenfeld zurück. Abends am 19. April verließen sie Schwarzenfeld aufgeteilt in zehn Kolonnen, die in zehnminütigen Intervallen abmarschierten. Einige Kolonnen hatten die Route Schwarzenfeld, Kemnath, Fuhrn genommen, andere die Route Schwarzenfeld, Asbach, Taxöldern. In Neunburg vorm Wald trafen sich die meisten wieder. Als kurz darauf die Amerikaner nach Schwarzenfeld kamen, fanden sie die ersten Leichen. Die Amerikaner stellten der Gemeinde ein Ultimatum. Innerhalb von 48 Stunden mussten die Leichen exhumiert und unter der Mithilfe der Bevölkerung würdig bestattet werden, sonst wird der Ort zerstört. Die Leichen wurden im Friedhof in Schwarzenfeld bestattet, bis man sie 1957 nach Flossenbürg umbettete.
Durch den Zuzug vieler Vertriebener nach 1945 (insbesondere aus dem Sudetenland und Schlesien, aber auch Ostpreußen) wuchs nicht nur die Einwohnerzahl nach dem Zweiten Weltkrieg beträchtlich (1939: 3276 Einwohner, 1950 waren es 5664), sondern erfuhr der Ort auch einen beträchtlichen wirtschaftlichen und insbesondere kulturellen Aufschwung.

### Zeittafel
- 1015: Erste urkundliche Erwähnung

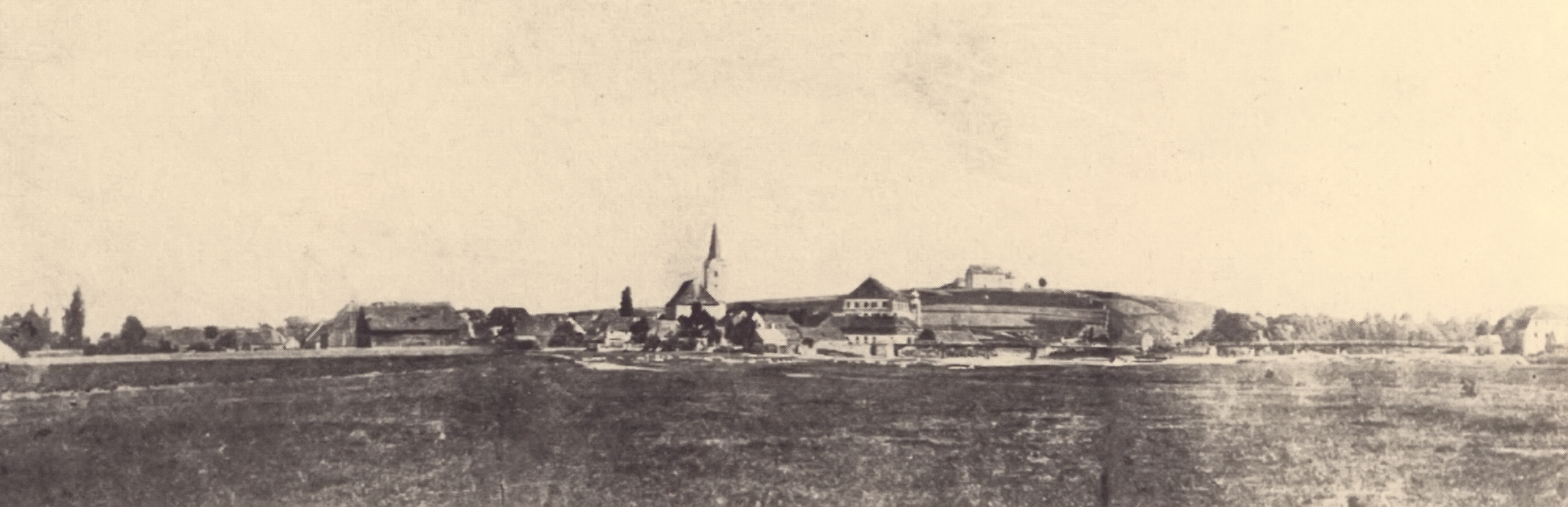
Schwarzenfeld im 19. Jahrhundert

- 1372: Baubeginn des Schloss Schwarzenfeld
- 1694: Fertigstellung und Weihung der Dreifaltigkeitskirche („Miesbergkirche“)
- 1796: In Schwarzenfeld stehen sich die Parteien des 1. Koalitionskrieges, die Franzosen und Österreicher, gegenüber
- 1890: Erhebung zum Markt
- 1935: Klosterbau auf dem Miesberg
- 1938: Errichtung der Keramischen Betriebe Buchtal als „Hermann-Göring-Werke“ mit Wohnsiedlung („Hermann-Göring-Siedlung“)
- 1952: Die Grundsteine für die katholische Marienkirche und die protestantische Christuskirche werden gelegt
- 1974: Verwaltungsgemeinschaft mit der Nachbargemeinde Stulln
- 1977: Die Partnerschaft mit Straß in der Steiermark wird beschlossen und das neue Rathaus eingeweiht
- 1978: Schwarzach b.Nabburg tritt der Verwaltungsgemeinschaft bei
- 1992: Grundsteinlegung für den Sportpark

### Eingemeindungen
Im Zuge der Gebietsreform in Bayern wurden am 1. Januar 1972 die Gemeinde Pretzabruck und Teile der aufgelösten Gemeinde Frotzersricht eingegliedert. Die Gemeinde Ebermannsdorf wurde in zwei Schritten aufgelöst. Das Gebiet der endgültig aufgelösten Gemeinde wurde am 1. Juli 1973 eingegliedert. Am 1. Januar 1978 kam Sonnenried ohne den am 1. Oktober 1949 eingemeindeten Ort Rauberweiherhaus hinzu.

### Einwohnerentwicklung
Zwischen 1988 und 2023 wuchs der Markt von 5952 auf 6436 um 484 Einwohner bzw. um 8,1 %.

Einwohnerentwicklung von Schwarzenfeld von 1961 bis 2018 nach nebenstehender Tabelle

- 1840: 1873 Einwohner[10]
- 1900: 2183 Einwohner
- 1925: 2341 Einwohner
- 1939: 3276 Einwohner
- 1950: 5664 Einwohner
- 1961: 5990 Einwohner
- 1970: 6429 Einwohner
- 1987: 5929 Einwohner
- 1991: 6117 Einwohner
- 1995: 6285 Einwohner
- 2000: 6338 Einwohner
- 2005: 6319 Einwohner
- 2010: 6191 Einwohner
- 2015: 6244 Einwohner
- 2020: 6319 Einwohner
- 2023: 6436 Einwohner

## Politik

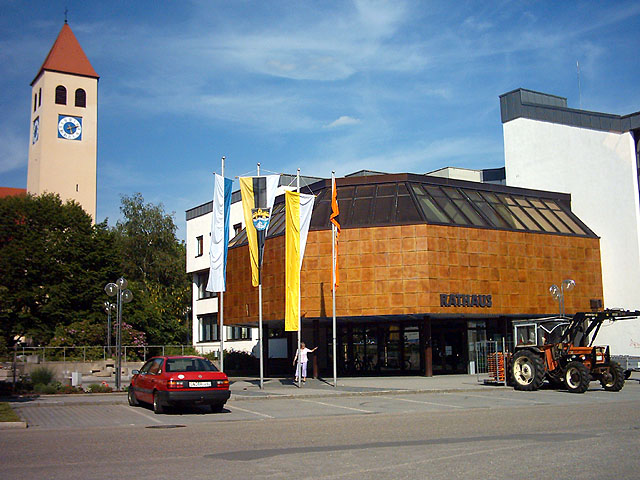
Marienkirche und Rathaus in Schwarzenfeld

### Bürgermeister
Bürgermeister von Schwarzenfeld ist Peter Neumeier (Freie Wähler / ÜPW). Er wurde im Jahr 2020 Nachfolger von Manfred Rodde (CSU). Mit 75,1 % gelang ihm der Sieg gegen Wolfgang Prebeck (CSU).
Stellvertretende Bürgermeister sind Gabriele Wittleben (Freie Wähler / ÜPW) und Karlheinz Dausch (Siedler).

### Marktgemeinderat
Der Marktgemeinderat von Schwarzenfeld setzt sich zusammen aus dem Bürgermeister und 20 Markträten.
Nach der Gemeinderatswahl am 15. März 2020 mit einer Wahlbeteiligung von 66,9 % bei 5237 Stimmberechtigten hat das Gremium folgende Zusammensetzung:
- Christlich-Soziale Union (CSU): 6 Sitze (− 1), Stimmenanteil 28,6 % (- 4,2 Prozentpunkte)
- Freie Wähler Bayern / Überparteiliche Wählergruppe Schwarzenfeld (Freie Wähler / ÜPW): 8 Sitze (+ 3), Stimmenanteil 40,2 % (+ 13,8 Prozentpunkte)
- Siedlergemeinschaft Schwarzenfeld (Siedler): 3 Sitze (± 0), Stimmenanteil 16,7 % (+ 2,6 Prozentpunkte)
- Schwarzenfelder Wählergruppe (SWG): 3 Sitze (+ 1), Stimmenanteil 14,5 % (+ 2,7 Prozentpunkte)

Die Sozialdemokratische Partei Deutschlands (SPD) (zuletzt 1 Sitz, Stimmenanteil 6,9 %) und die Christliche Wählergemeinschaft (CWG) (zuletzt 2 Sitze, Stimmenanteil 8,0 %) traten nicht mehr an.

### Wappen
Das Wappen Schwarzenfelds ist ein Entwurf des Volksschullehrers, Gemeinderats und Hobbykünstlers Karl Denk † von 1963.
| | Blasonierung: „Durch einen silbernen Wellenbalken geteilt von Schwarz und Blau; oben eine durchgehende goldene Brücke mit Zollhaus, unten ein silberner Karpfen.“ |
| Wappenbegründung: Im oberen Feld stilisierte Brücke mit Zollhäuschen in der Mitte ganz in Gelb vor schwarzem Grund (für Schwarzenfeld) über die Naab; die Brücke war Teil der bedeutenden Handelsstraße von Nürnberg nach Prag (genauer: der unter Karl IV. „Verbotenen Straße“, einem Alternativweg zur Goldenen Straße, der ab etwa 1490 vermehrt genutzt wurde). Die Naab wird darunter als stilisiertes Wellenband (schwarz-silbern) angedeutet. Im dadurch vom oberen Feld abgegrenzten unteren Teil des Wappens ein silberner Karpfen vor blauem Grund. Die Farben sind die der Grafen von Leuchtenberg, die das Gebiet lange Zeit beherrschten. Die spärlichen Schuppen auf dem Rücken des Karpfens zeigen einen „Spiegelkarpfen“, dieser symbolisiert die große Bedeutung der Karpfenzucht für den Ort. | |

### Gemeindepartnerschaft
Seit 1978 unterhält Schwarzenfeld offiziell eine Partnerschaft mit der Gemeinde Straß in der Steiermark. Die Verbindung der beiden Märkte beruht auf einem Kuriosum: Postsendungen kamen oftmals nicht in Straß in Österreich, sondern in Schwarzenfeld an, da die beiden Orte seinerzeit die gleiche Postleitzahl 8472 hatten. Aus dem eher durch administrative Zwänge entstandenen Kontakt der beiden Postdienststellen erwuchs die spätere Städtepartnerschaft.

## Kultur und Sehenswürdigkeiten

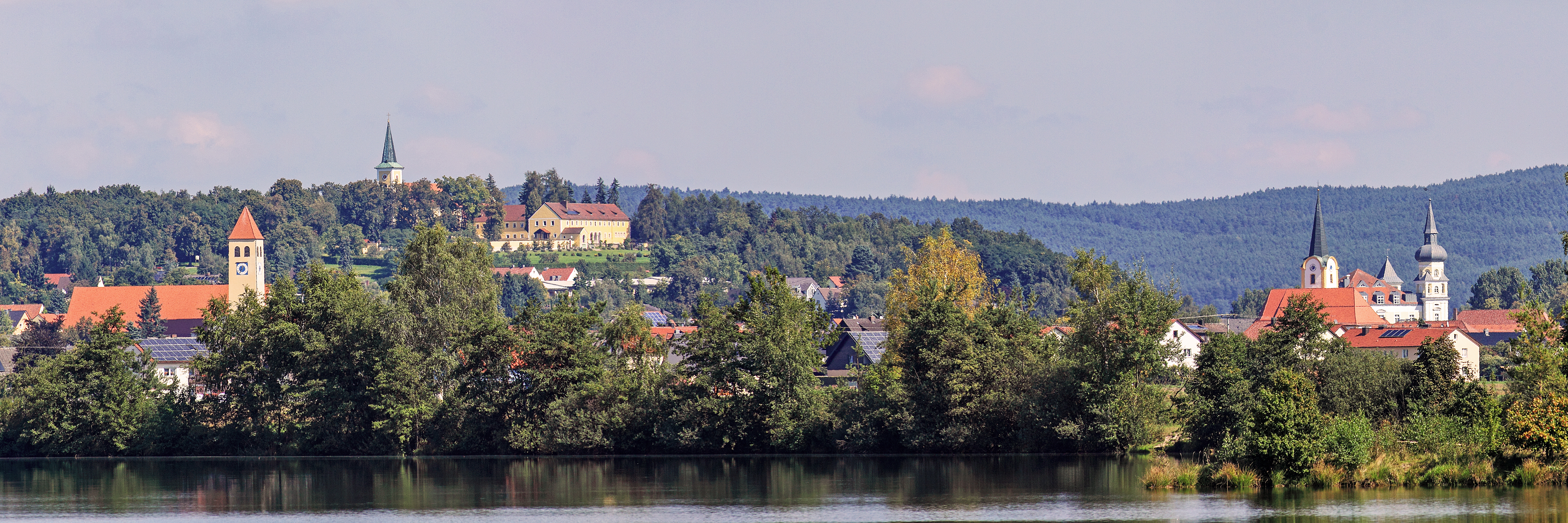
Blick über den Grünen See Richtung Norden

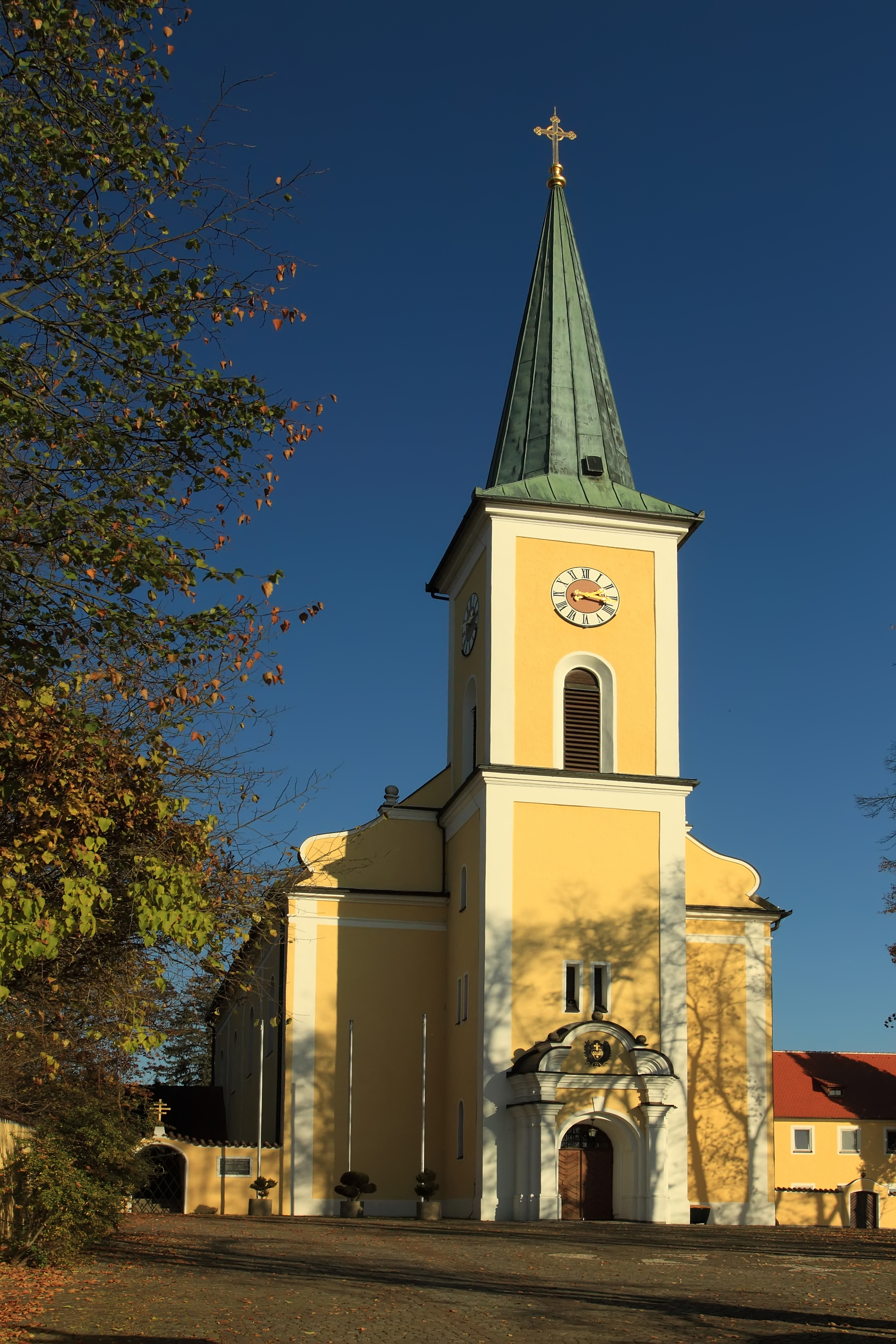
Westfront der Dreifaltigkeitskirche

### Profanbauten
- Mausoleum der Grafen von Holnstein
- Schloss Schwarzenfeld mit Schlosspark
- Schwesternhaus der Armen Schulschwestern
- Ortsmitte mit Kreuz

### Kirchen
- Katholische Pfarrkirche St. Dionysius und Ägidius
- Katholische Marienkirche
- Katholische Dreifaltigkeitskirche mit Passionistenkloster auf dem Miesberg
- Evangelische Christuskirche

### Musik

#### Musikkapelle Schwarzenfeld
Die Musikkapelle ist aus Schwarzenfeld nicht wegzudenken und begleitet viele Schwarzenfelder Veranstaltungen und Umzüge mit ihren verschiedenen Ensembles musikalisch.

#### Bergchor St. Barbara
Zuhause ist der vermutlich einzige reine Männerchor (Kirchenchor) der Diözese Regensburg in der Dreifaltigkeitskirche auf dem Miesberg. Über 30 Männer gestalten auf dem Miesberg dreimal im Monat das Amt am Sonntagmorgen (9:30). Auch weltliches Liedgut und Hochzeitsstücke gehören zum Repertoire.

#### Schwarzenfelder Musiksommer
Der Schwarzenfelder Musiksommer mit alljährlich am letzten Juli-Wochenende stattfindenden Konzerten wurde von Josef Blank, Solo-Oboist im Orchester des Staatstheaters am Gärtnerplatz in München, ins Leben gerufen. Aufführungsorte waren die alte Pfarrkirche und der Garten des Passionistenklosters auf dem Miesberg.
Nach einem Beschluss des Marktgemeinderates fand der Schwarzenfelder Musiksommer 2010 zum letzten Mal statt.

#### Oischnak Festival
Im Jahr 2000 wurde das Oischnak-Festival ins Leben gerufen. Bis zum Jahr 2002 fand es alljährlich in der Tyczka-Halle (einer ehemaligen Gasflaschenabfüllhalle) statt. Nachdem man die Kapazitäten der Industriehalle mit fast 900 Gästen endgültig gesprengt hatte, entschied man sich umzuziehen. Seit dem 27. September 2003 ist die Heimat des Oischnak-Festivals die Sportparkhalle in Schwarzenfeld. Seit 2003 zeichnet der Oischnak e. V. mit etwa 60 Mitgliedern für das Festival verantwortlich. Seit 2007 kehrte das Festival zu seinen Ursprüngen zurück und wurde seitdem wieder in der Tyczka-Halle veranstaltet. Die Tyczka-Halle wurde unterdessen abgerissen; auf dem ehemaligen Werksgelände entstand ein weiterer Supermarkt.
Musikalische Highlights der letzten Jahre:
- 2002 Rumbuddl

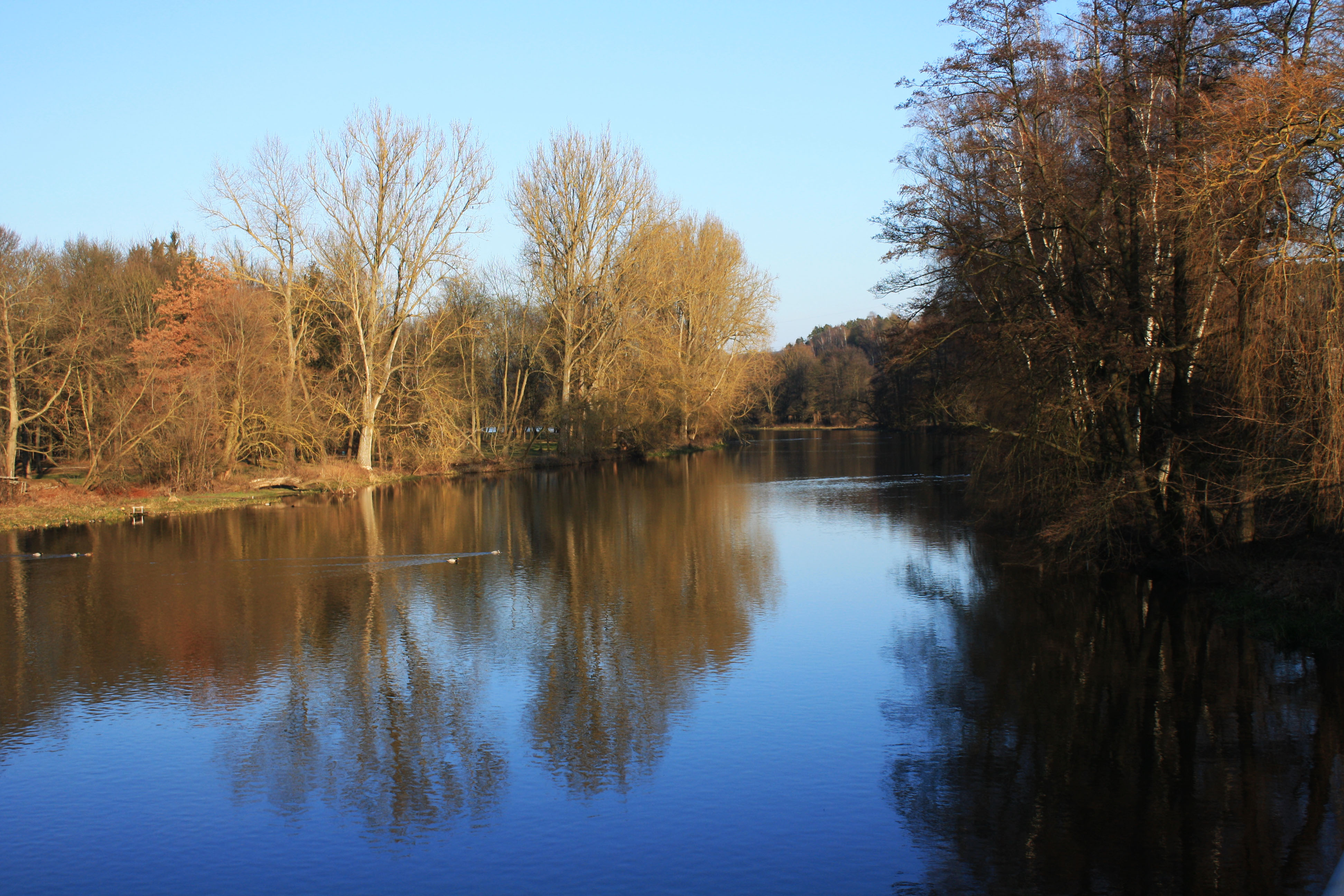
Naab bei Schwarzenfeld

- 2003 Natural Born Hippies und Schandmaul
- 2004 4lyn und The Wohlstandskinder
- 2006 Emil Bulls, ZSK, Schrottgrenze
- 2007 MyNewZoo, Rumbuddl
- 2008 Timid Tiger, Julia, MaryJane
- 2009 My New Zoo, Atomic, Soliloquy

#### Sunpark Festival
Jeweils im Sommer der Jahre 2002 bis 2007 fand im Schwarzenfelder Schlosspark das Sunpark Festival statt, welches vom ortsansässigen Jugendverein SUCKeR e. V. organisiert wurde. Das Festival erfreute sich alljährlich einer großen Beliebtheit, zog Besucher aus nah und fern an und wurde kontinuierlich um mehrere Musikbereiche erweitert. Über 12.000 Besucher konnten in Schwarzenfeld bereits OpenAir-Festivalatmosphäre genießen. Neben regionalen Gruppen wie z. B. Rattle Gang, gongFM Band, Mary´s Cake oder Analog Rock traten überregional bekannte bzw. national bekannte Gruppen auf wie z. B. Natural Born Hippies, Chair-o-plane, DSDS-Gewinnerin Elli Erl, Anastasia, AK4711 oder Louis Osbourne (Sohn von Ozzy Osbourne).

#### Geschwister Winterer
Zahlreiche Arbeitskräfte für das damalige Buchtal waren aus dem Bayerischen Wald zugewandert („Waldler“), so auch der Vater der Geschwister Winterer, eines der bekanntesten Gesangsduos der Oberpfalz, dessen genuine Volksmusik weithin großes Ansehen genießt.

#### Schlossparkfestival
Vom 30. Juli bis zum 2. August 2025 fand im Schwarzenfelder Schlosspark zum ersten Mal das Schlossparkfestival statt. Als Hauptacts traten an den vier aufeinanderfolgenden Tagen Samu Haber, LaBrassBanda, La Fee und Ronan Keating auf.

### Heimatliche Lyrik
Schwarzenfelds geografische Lage wird romantisch in einem kurzen Gedicht beschrieben. Das Gedicht dient einigen Schwarzenfelder Chören noch immer als Sängerspruch.

Wo Naab mit Schwarzach sich vermählt
hab ich die Heimat mir erwählt.
Am Fuß des Miesbergs sonnerhellt
liegt all mein Glück, mein Schwarzenfeld.

## Wirtschaft

### Überblick; Land- und Forstwirtschaft
2019 gab es 2439 sozialversicherungspflichtig Beschäftigte am Arbeitsort, 2737 sozialversicherungspflichtig Beschäftigte am Wohnort und 88 Arbeitslose. Im verarbeitenden Gewerbe gab es fünf, im Bauhauptgewerbe zehn Betriebe.
Zudem bestanden 2016 38 landwirtschaftliche Betriebe mit einer landwirtschaftlich genutzten Fläche von 1524 ha.

### Industrie

Johannes-Schacht, Wölsendorf, September 1951

Lange Zeit spielte in Schwarzenfelds Umland – wie auch in anderen Gegenden der Oberpfalz – der Bergbau eine bedeutende Rolle, insbesondere der Abbau von Flussspat, u. a. im nahe gelegenen Wölsendorf auf der Grube Marienschacht und Johannesschacht. Im Johannesschacht wurde noch 1951 Uranerz (Uranotil) im Hangenden von Flussspatgängen abgebaut. Die Bergleute mussten dabei Bleischürzen tragen. Das Material versetzten sie in alte Abbaustrecken, die mit einer Abschlussmauer versehen wurden. Im Johannesschacht wurde auch das uranhaltige Mineral Wölsendorfit entdeckt. Der Flussspat-Abbau wurde 1987 endgültig eingestellt. Bereits um 1500 wurde im Umland Silber abgebaut (Venezianer Schacht in Lissenthan bei Nabburg). Die mineralogisch-geologische Gesteinssammlung im Rathaus Schwarzenfeld erinnert an diese Epoche; das Oberpfälzer Flussspatbergwerk Reichhart-Schacht in Freiung (Gemeinde Stulln) ist ein beliebtes Ausflugsziel. Zu einem Besucherbergwerk ist auch der Kocher-Stollen in Wölsendorf ausgebaut worden. Von 1937 bis 1953 baute man dort Flussspat ab und transportierte ihn zum nahegelegenen Marienschacht. Der Stollen gilt als exemplarisch für die Bergbaugeschichte der gesamten Region.

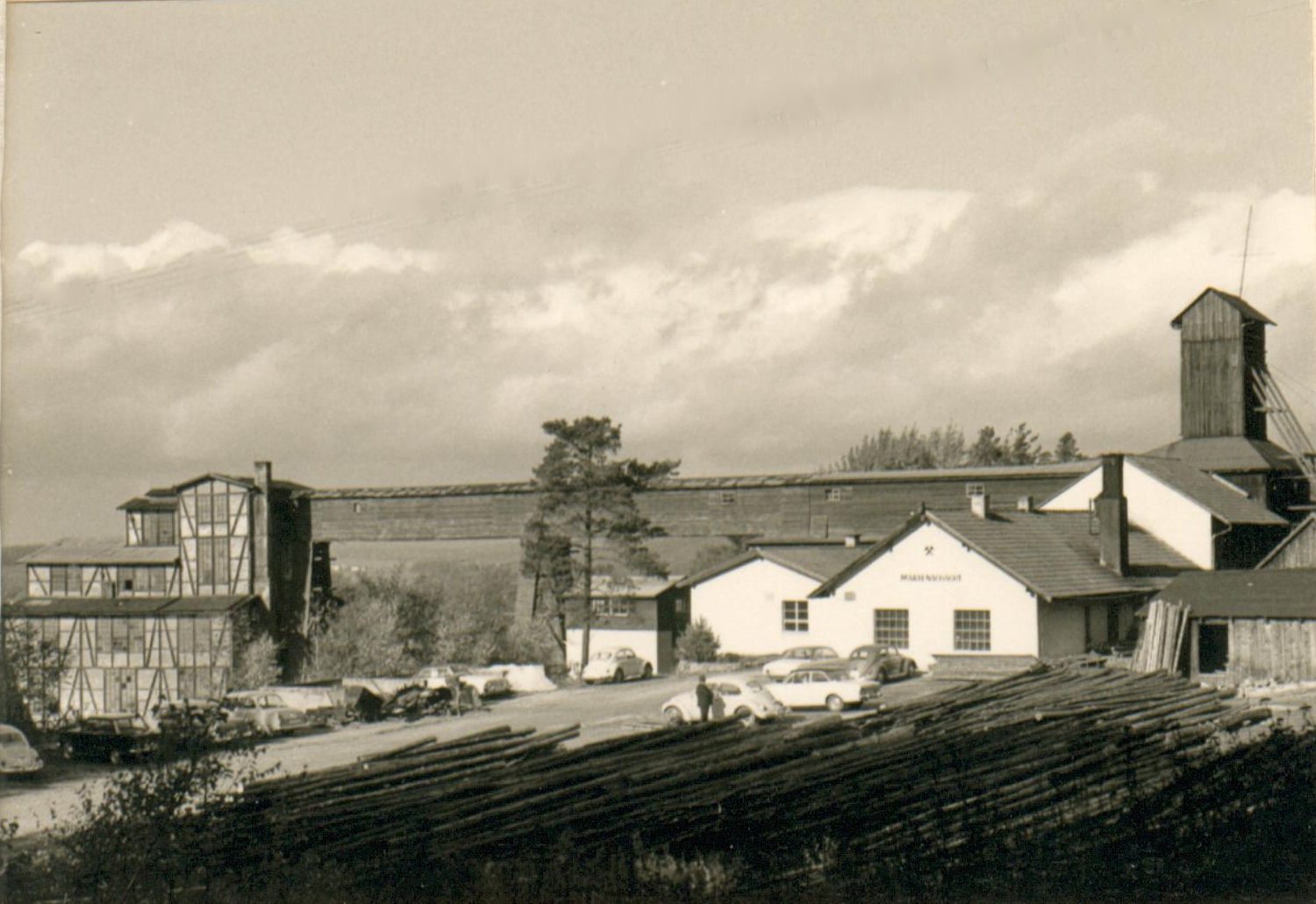
Marien-Schacht, Wölsendorf, August 1968

Im Mai 1938 wurde auf dem Gelände des Ziegelwerkes der Vereinigten Gewerkschaft Schmidgaden-Schwarzenfeld der Grundstein gelegt für das neue Werk der Buchtal AG, Keramische Betriebe der Reichswerke Hermann Göring. Die Buchtal–Reichswerke waren eine Tochter des Annawerkes, die mehrheitlich der Cremer–Gruppe (gegründet 1906 in Frechen) gehörte. Die Gesamtplanung des Werkes und die Betriebsführung hatte Gottfried Cremer inne. Das moderne Buchtal-Werk wurde errichtet zur Sicherung des Bedarfes an hochwertigen Schamottesteinen für den Aufbau und den Betrieb der Hüttenbetriebe. Feuerfeste Schamottesteine sind u. a. notwendig für den Betrieb von Stahl-Hochöfen und haben somit eine zentrale kriegswichtige Bedeutung. Das Buchtal-Werk hatte ein betriebseigenes Zwangsarbeiterlager mit ca. 750 Personen.
Über Jahrzehnte war die Firma Buchtal A.G., jetzt Agrob Buchtal (ein Unternehmen der Deutsche Steinzeug AG), ein Hersteller von Keramik-Produkten für den Bau (Fliesen, Riemchen, patentierte Großplatten und früher in großem Umfang auch Dachziegel und Rohre vorwiegend für die Kanalisation), wichtigster Arbeitgeber und Gewerbesteuerzahler. Aus Schwarzenfeld stammen u. a. die Fliesen für die Olympia-Schwimmbäder in München wie auch in Moskau. Grund für die Ansiedlung Ende der 1930er Jahre waren die umfangreichen Vorkommen an Ton im Umland.
Seit den 80er Jahren unterhalten die Naabtaler Milchwerke (eines der größten milchwirtschaftlichen Unternehmen Deutschlands) in Schwarzenfeld eine bedeutende Produktionsstätte (rund 420 Beschäftigte).
In einem Werk an der Naab wurde über Jahrzehnte Aluminium-Bronze (Anstrichmittel) hergestellt.
Ausgebeutet werden nach wie vor Kiesgruben im Nassabbau; das Landschaftsbild südlich von Schwarzenfeld war lange Zeit maßgeblich durch sie geprägt. In den 70er Jahren entstand so zum Beispiel der Grüne See, ein Naherholungsgebiet und Anglerparadies. Unmittelbar an ihn angrenzend entstanden bis 2011/2012 zwei weitere Seen, die derzeit Anglern vorbehalten sind.
Bekannt ist auch die in Schwarzenfeld ansässige Firma Pontis (mittlerweile in einem anderen Unternehmen aufgegangen), deren Geschäftsführer als Erfinder des heute weit verbreiteten tragbaren MP3-Players gelten kann (Speicherung auf MMC, 1995).

### Fischwirtschaft

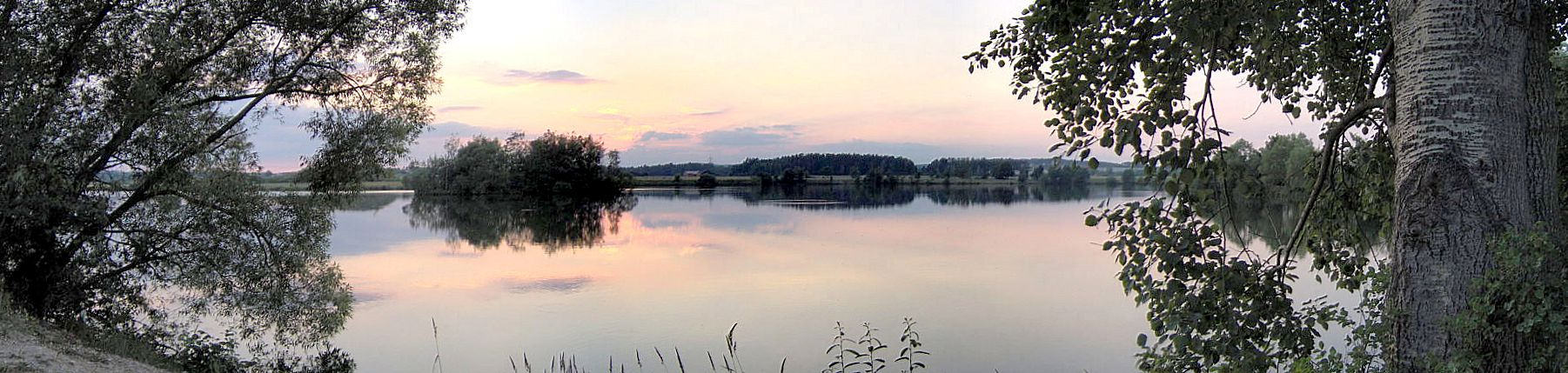
Panorama: Der Grüne See

Die Gesamtgröße der Weiher zwischen Asbach und Holzhaus beträgt etwa 260 ha und ist damit in etwa identisch mit dem ehemaligen Besitz der Gräflichen zu Holnstein’schen Teichwirtschaft. Ein beschilderter Fischlehrpfad von rund 4 km Länge ist per Rad oder zu Fuß zu erkunden. Neben Karpfen landen Brachse, Schleie, Zander, Aal, Waller, Barbe, Nase, Barsch und Hecht in den Reusen und an den Angelhaken.
Ende des 18. Jahrhunderts erwarb Max Joseph Graf von Holnstein, der letzte Statthalter der Oberpfalz vor der Säkularisation ab 1803, das Gut Rauberweiherhaus mit den dazugehörigen Fischgewässern und züchtete durch Kreuzung eines fränkischen und eines böhmischen Karpfens den Schwarzenfelder Spiegelkarpfen, der durch sein einheitliches Schuppenbild rasch bekannt und oft prämiert wurde. Er wurde u. a. an Bord der Titanic als Spezialität serviert. – Seit 1934 betreiben private Teichwirte die Fischwirtschaft.

### Dienstleistungen
In Schwarzenfeld sind etliche Dienstleistungsunternehmen angesiedelt, darunter der seit 2005 bis 2017 ansässige Neufeld Verlag.

## Verkehr und Infrastruktur

### Fernstraßenanbindung
Schwarzenfeld liegt direkt am Nordteil der Bundesautobahn 93 (Autobahndreieck Hochfranken – Autobahndreieck Holledau), die zwischen dem Hauptort und dem Ortsteil Traunricht liegend in Nord-Süd-Richtung verläuft. Die nächstgelegenen wesentlichen Fernstraßen in Ost-West-Richtung sind die Bundesautobahn 6 (Nürnberg – Waidhaus) und die Bundesstraße 85.

### Bahn
Der Bahnhof Schwarzenfeld liegt an der Bahnstrecke Regensburg–Weiden. In der Stationspreisliste von 2025 ist der Bahnhof, der die Bahnhofsnummer 5731 trägt, in der Preisklasse 5 eingestuft. Im Jahr 2022 wurde der Bahnhof barrierefrei ausgebaut. Am südlichen Ende des Bahnhofes zweigt in westlicher Richtung die gut 3 km lange eingleisige Buchtalbahn ab, welche von Mitte der 1930er Jahre bis 2009 überwiegend als Güteranschluss für die Buchtal AG diente.
Am 19. November 1902 fuhr der Nachtzug München–Berlin, der D 21, in der Ausfahrt des Bahnhofs auf einen verspätet ebenfalls ausfahrenden Güterzug. Dessen letzte vier Wagen wurden zertrümmert, zwei Bremser des Güterzugs starben. Ursache war ein missverstandener telefonischer Befehl des Bahnhofsvorstehers an einen Bahnwärter.
Der Bahnhof Schwarzenfeld liegt knapp vier Kilometer nördlich des Bahnhofs Irrenlohe, wo die Bahnstrecke Nürnberg–Irrenlohe von der Bahnstrecke Regensburg–Weiden abzweigt. Dieser wichtige Knotenpunkt wurde seitens der Alliierten bemerkenswerterweise erst am 17. April 1945 beim Angriff auf die Kreisstadt Schwandorf und auf das Industriezentrum Falkenau in Böhmen bombardiert. Bis zu diesem Zeitpunkt konnte die Wehrmacht relativ ungehindert ihren Nachschub über diese Verbindung abwickeln.

### Radwege
Schwarzenfeld liegt am Kreuzungspunkt mehrerer wichtiger Fernradwege: Hier kreuzen sich der Waldnaabtal-/Naabtal-Radweg (Bärnau – Regensburg), der Schwarzachtal-Radweg (Schwarzenfeld – Waldmünchen) sowie der Schweppermann-Radweg (Neumarkt – Schwarzenfeld).

### Natur
- Das Naturschutzgebiet Charlottenhofer Weihergebiet

## Bildung
Es gibt folgende Einrichtungen (Stand: 1999):
- Kindergärten: 225 Kindergartenplätze mit 204 Kindern
- Volksschulen: eine mit 43 Lehrern und 600 Schülern

## Sport

### Fußball
Der am 9. Mai 1920 gegründete 1. FC Schwarzenfeld war Gründungsmitglied der Fußball-Landesliga Mitte, welche 1963 als damals vierthöchste Liga erstmals den Spielbetrieb aufnahm. Am Ende der Saison 1963/64 stieg man als Tabellenletzter ab. Nach dem sofortigen Wiederaufstieg folgte am Ende der Saison 1965/66 wiederum der Abstieg als Tabellenletzter. In den folgenden Jahren gehörte der 1. FC Schwarzenfeld bis zur Saison 1973/74 der damals noch eingleisigen Bezirksliga Oberpfalz an. Es folgten einige Jahre in der A-Klasse (heutige Kreisliga) und der B-Klasse Amberg Mitte (heutige Kreisklasse), aus der zwischenzeitlich sogar der Abstieg in die C-Klasse, die damals unterste Spielklasse, drohte. In der Spielzeit 1982/83 gelang als Tabellenzweiter in der Relegation gegen den FC Chammünster zunächst der Wiederaufstieg in die A-Klasse Amberg-West und im Anschluss der Durchmarsch in die mittlerweile zweigleisige Bezirksliga Oberpfalz Nord, die man am Ende der Saison 1984/85 als Absteiger gleich wieder verlassen musste. Die nächsten knapp 20 Jahre, mit Ausnahme der Saison 1990/91, in welcher der 1. FC Schwarzenfeld ein einjähriges Gastspiel in der Bezirksliga Nord gab, verbrachte man zumeist in der Kreisliga. Am Ende der Saison 2003/04 stieg man in die Bezirksliga Süd auf, in der als Aufsteiger auf Anhieb der zweite Platz und damit der Aufstieg in die Bezirksoberliga gelang, der man bis zur Spielzeit 2009/2010 durchgehend angehörte. Nach zwei Jahren in der Bezirksliga Oberpfalz Nord stieg man am Ende der Saison 2011/12 erstmals wieder in die seit 2012 fünfgleisige Landesliga auf. Nach dem Abstieg als Tabellenletzter am Ende der Saison 2012/13 ging es auch am Ende der Folgesaison eine Spielklasse tiefer. Nach einem Jahr Kreisliga in der Saison 2014/15 folge der Wiederaufstieg in die Bezirksliga Nord und am Ende der Saison 2016/17 stieg man als Meister zum bisher letzten Mal in die Landesliga Mitte auf. Doch wie bei den drei vorangegangenen Gastspielen musste man nach nur einem Jahr Zugehörigkeit den Abstieg als Tabellenletzter antreten. Ab der Saison 2018/19 spielte der 1. FC Schwarzenfeld zunächst in der Bezirksliga Oberpfalz Nord und musste dann im Sommer 2021 mit Beginn der neuen Spielzeit aus geografischen Gründen in die Bezirksliga Oberpfalz Süd wechseln, aus der man am Ende der Spielzeit 2021/22 als Tabellenletzter in die Kreisliga Cham/Schwandorf West abstieg. Drei Jahre später sicherte man sich in der Saison 2024/25 ungeschlagen die Meisterschaft und damit den Wiederaufstieg in die Bezirksliga.
Das Damenteam des 1. FC Schwarzenfeld gewann in der Saison 2024/25 die Meisterschaft in der Bezirksoberliga Oberpfalz und schaffte damit zum ersten Mal den Aufstieg in die fünftklassige Landesliga.
Neben dem 1. FC Schwarzenfeld existierte von 1972 bis 1991 mit dem AC Schwarzenfeld ein zweiter Fußballverein in Schwarzenfeld. Der AC Schwarzenfeld entstand aus einer Stammtischmannschaft mit dem Namen Arco-Kickers und spielte durchgehend in der damaligen C-Klasse. Im Jahr 1991 schloss sich der Verein dem 1. FC Schwarzenfeld an.

### Handball
Größter Erfolg der 1947 gegründeten Handballabteilung war die Bezirksmeisterschaft 1978 und der damit verbundene Aufstieg in die damals viertklassige Handball-Verbandsliga. Das 1. Damenteam spielte ab der Saison 2011/12 bis 2016/17 in der fünftklassigen Handball Landesliga. Im Rahmen der Spielgemeinschaft HSG Nabburg/Schwarzenfeld nehmen die Handballer mit Herrenmannschaften, Damenmannschaften und Nachwuchsmannschaften am Spielbetrieb des Bayerischen Handballverbandes (BHV) teil. In der Saison 2022/23 spielte die 1. Herrenmannschaft in der Bezirksliga (Ostbayern) und das 1. Damenteam in der sechstklassigen Bezirksoberliga (Ostbayern).

### Bogenschießen
Die Bogenschützen der SG Schwarzenfeld haben unter Kennern einen guten Ruf. Die Schützengesellschaft stellte in den 70er Jahren bereits einmal den Weltmeister.

### Basketball
2002 wurde die Sparte Basketball des 1. FC Schwarzenfeld gegründet. Die Sparte umfasst im September 2012 etwa 100 Mitglieder und hat derzeit vier Mannschaften im Spielbetrieb. Spielstätte ist die Sportparkhalle Schwarzenfeld.

### Mountainbike
Seit dem Jahr 2012 integrierte sich die Sparte Mountainbike als festes Mitglied des 1. FC Schwarzenfeld mit den Trendsportarten Freeride/Downhill und Slopestyle. Die vereinseigene Strecke in Knölling wird bereits seit 2007 gepflegt und befahren. Seit 2015 entsteht westlich des Sportparks eine vereinseigene Pumptrackstrecke.

## Persönlichkeiten

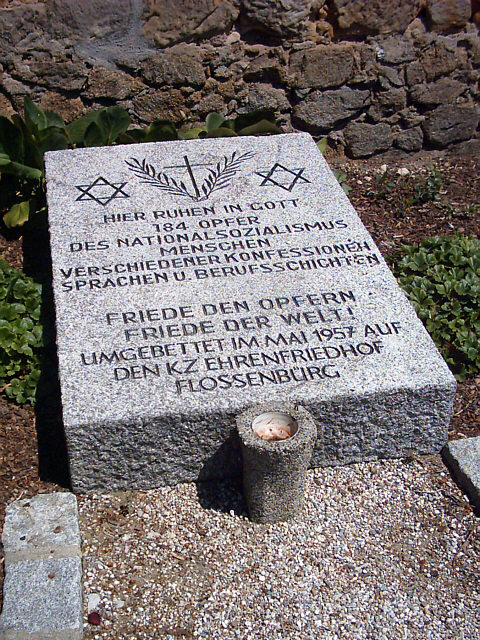
Gedenkstein für die in Schwarzenfeld zu Tode gekommenen KZ-Häftlinge

- Willy Lersch (* 7. Januar 1914 in Eschweiler; † 1. Mai 2006 in Bad Tölz), Industriemanager. Vorstand und Aufsichtsrat der Buchtal GmbH in Schwarzenfeld, Aufsichtsratsvorsitzender der Krones AG, Präsident der IHK Regensburg für Oberpfalz / Kelheim und Vorsitzender des früheren Fachverbandes Baukeramik. Er lebte im Ortsteil Kögl und wurde in Schwarzenfeld begraben.[33]
- Viktor Koch C. P., Deutsch-Amerikaner, Pater, Mitbegründer des Passionisten-Klosters auf dem Miesberg 1934. Ihm, einem amerikanischen Pater, gelang es, während der NS-Zeit auf dem Miesberg in Schwarzenfeld ein Kloster zu gründen. Er konnte auch während der Kriegswirren in Schwarzenfeld bleiben. In den Zeiten 1941 bis 1943 durfte er das Kloster nicht nutzen – in diesem waren Kinder der Kinderlandverschickung untergebracht. Ab 1943 wurde eine Forschungsanstalt der FH Berlin, die Ionenforschung betrieb und Rosenberg zuarbeitete, in das Kloster einquartiert. Der Leiter des Instituts, Nikoradse, erlaubte Pater Viktor Koch und seinem letzten noch verbliebenen Mitbruder Johannes Irlbacher, ein paar Zimmer im Kloster zu nutzen. Am 18. April 1945 war ein Zug aus Richtung Weiden, voll mit Häftlingen aus dem KZ Flossenbürg in Schwarzenfeld. Es ging nicht weiter, da das Schienennetz für die Weiterfahrt zerstört wurde. Der Zug im Bahnhof wurde von amerikanischen Tieffliegern versehentlich beschossen. Einige Häftlinge versuchten bei diesem Luftangriff zu fliehen, die meisten von ihnen wurden dabei von SS-Bewachern getötet oder starben durch den Luftangriff. Die verwundeten Häftlinge oder diejenigen, die zu schwach waren zum Marschieren, wurden von der SS nach diesem Angriff erschossen. 133 Tote blieben am Bahnhof in Schwarzenfeld zurück. Die Überlebenden setzen den Todesmarsch nach Neunburg vorm Wald fort.[34][35] Die US-Soldaten der 26. US-Infanterie-Division, die am 22. April einmarschierten, hatten von dem SS-Massaker erfahren und wollten die Schwarzenfelder für die Morde zur Verantwortung ziehen. Nur das Eingreifen Pater Viktors konnte den beabsichtigten Vergeltungsschlag abwenden; für die „wunderbare Errettung des Marktes“ und seine Verdienste in der Nachkriegszeit (Einrichtung einer Apotheke, Baumaterial, CARE-Pakete) verlieh ihm die Gemeinde 1947 die Ehrenbürger-Würde. Pater Viktor Koch verstarb 1955 im Kloster in Schwarzenfeld.
- Graf Maximilian von Holnstein (1835–1895) war Gutsbesitzer in Schwarzenfeld und Inhaber des Schlosses. Seine Mutter Caroline von Holnstein galt als eine der schönsten Frauen ihrer Zeit, die König Ludwig I. sogar 1834 für seine „Schönheitengalerie“ malen ließ. Als Reichsrat und Oberststallmeister des Königs Ludwig II. besaß Graf Holnstein großen Einfluss auf die damalige Politik im Königreich Bayern und spielte eine bedeutende Rolle bei der Entstehung des „Kaiserbriefes“, der dem preußischen König Wilhelm I. die Kaiserwürde des neu zu gründenden Deutschen Reichs antrug. Im 1882–1884 auf sein Geheiß erbauten Mausoleum auf dem örtlichen Friedhof hat Graf Maximilian von Holnstein zusammen mit seiner Familie seine letzte Ruhestätte gefunden.[36] Die Grafen von Holnstein sind Nachfahren des Kurfürsten Karl Albrecht von Bayern.
- Hans Troidl (1938–2020), Universitätsprofessor und ehemaliger Direktor des II. Chirurgischen Lehrstuhls der Universität zu Köln (Klinikum Merheim), international renommierter Ordinarius für Chirurgie, Mitverfasser mehrerer Lehrbücher (z. B.: Surgical Research. Basic Principles and Clinical Practice; Effektivität und Ökonomie chirurgischen Handelns) und vielfacher Träger einschlägiger angesehener Medizinpreise. Schüler u. a. von Karl Popper.
- Joseph Kiener, * 21. Juli 1856 in Schwarzenfeld, † 7. Februar 1918 in Eichstätt, war Kunstpädagoge und Jugendbuch-Illustrator.
- Franz Hayler, * 29. August 1900 in Schwarzenfeld; † 11. September 1972 in Aschau im Chiemgau, SS-Gruppenführer und Staatssekretär sowie stellvertretender Wirtschaftsminister im Reichsministerium für Wirtschaft
- Edmund Georg Stoiber, der Vater des ehemaligen bayerischen Ministerpräsidenten Edmund Stoiber, stammt aus Schwarzenfeld. Der gelernte Bürokaufmann Stoiber senior arbeitete bisweilen beim Chemiekonzern Bayer in Dormagen als Monteur. Dort lernte er auch seine spätere Frau Elisabeth Zimmermann kennen. Deren Eltern waren aus Nabburg – acht Kilometer nördlich von Schwarzenfeld – ins Rheinland abgewandert.
- Der Fußballprofi René Vollath, * 20. März 1990, spielte von 1998 bis zu seinem Wechsel zum 1. FC Nürnberg im Jahr 2005 in den Jugendmannschaften des 1. FC Schwarzenfeld.
- Michael Ströll, * 1. Juni 1984, studierter Sportökonom und Geschäftsführer des FC Augsburg, wuchs in Schwarzenfeld auf und war als Fußballer im Nachwuchs- und Seniorenbereich u. a. beim 1. FC Schwarzenfeld aktiv.[37]

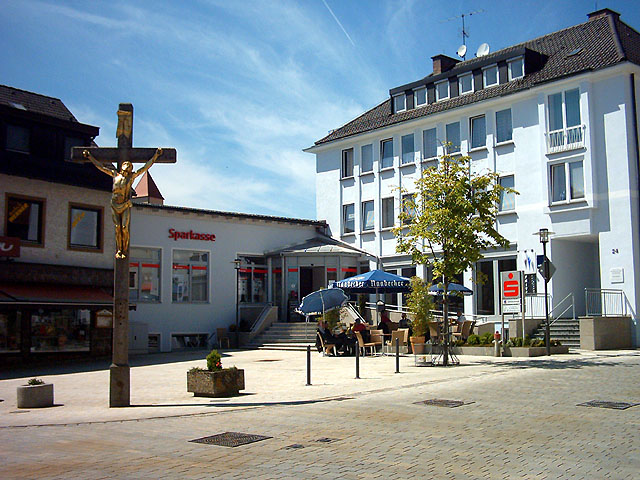
Der Platz am Kreuz – Ortsmitte an der Hauptstraße
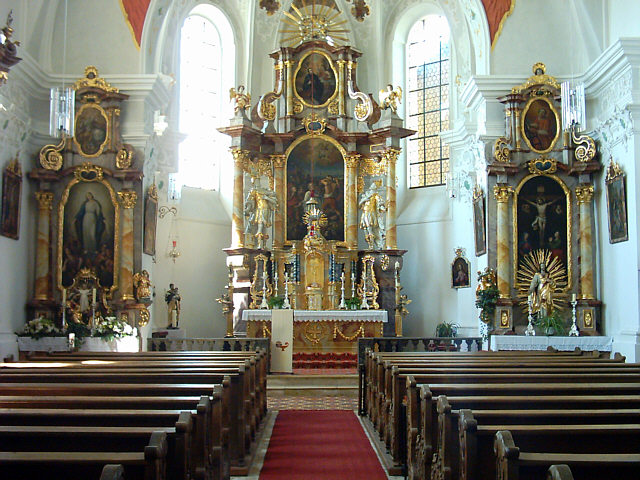
Die Innenausstattung der Alten Pfarrkirche
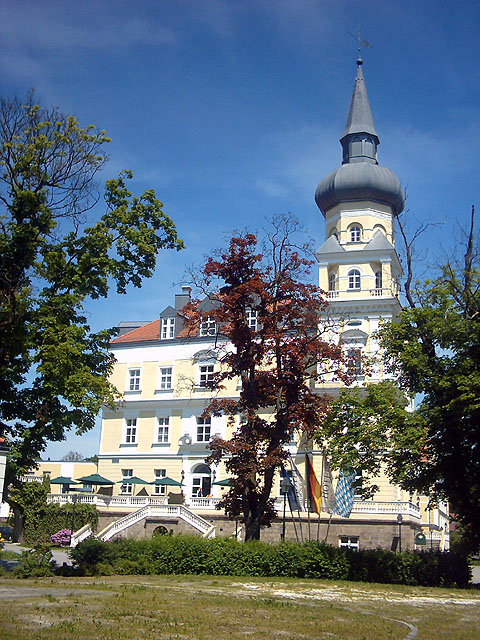
Das Schloss
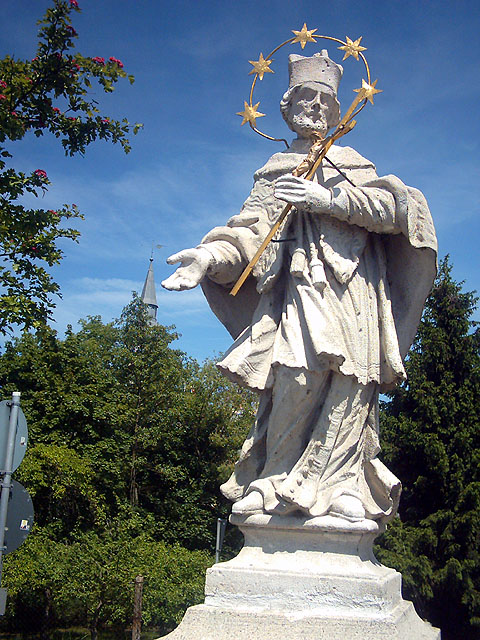
Nepomuk-Statue auf der Naabbrücke vor der Einfahrt zum Schlosspark
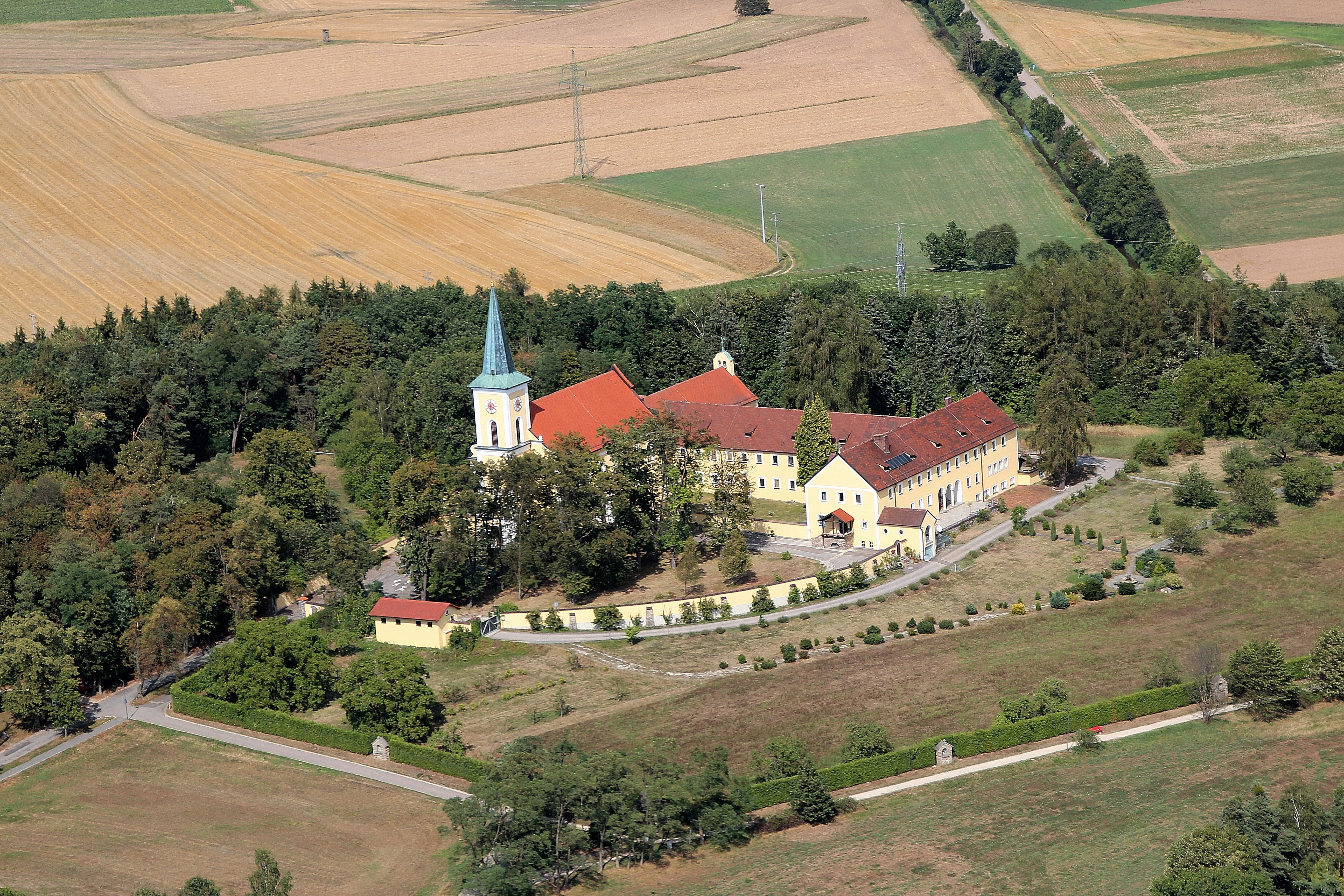
Klosteranlage auf dem Miesberg (2013)
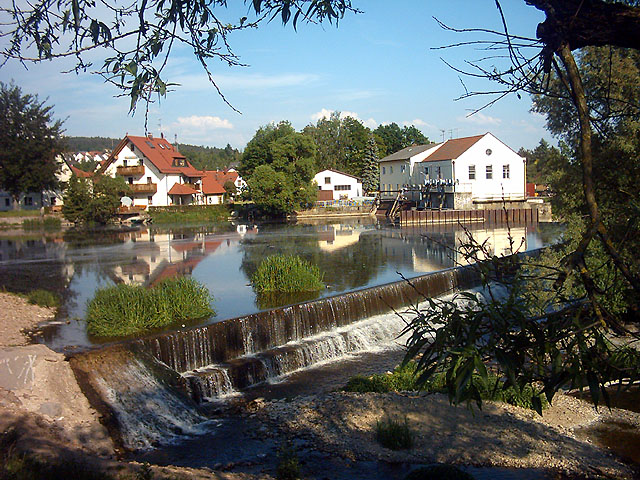
Das Naabwehr; im Hintergrund der „Hammer“ (ehem. Standort eines wasserbetriebenen Eisenhammers)
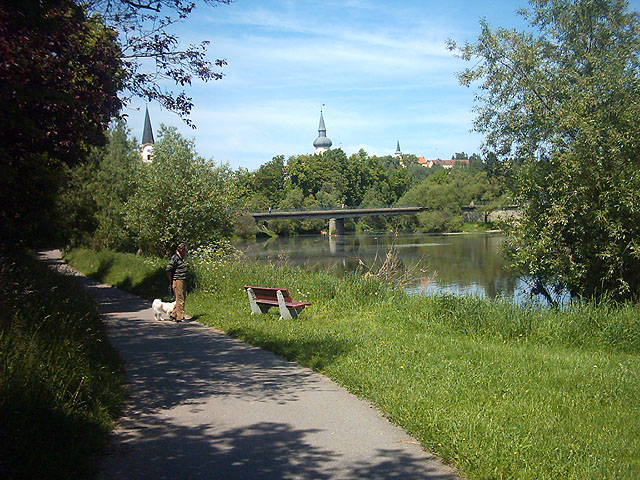
An der Naab
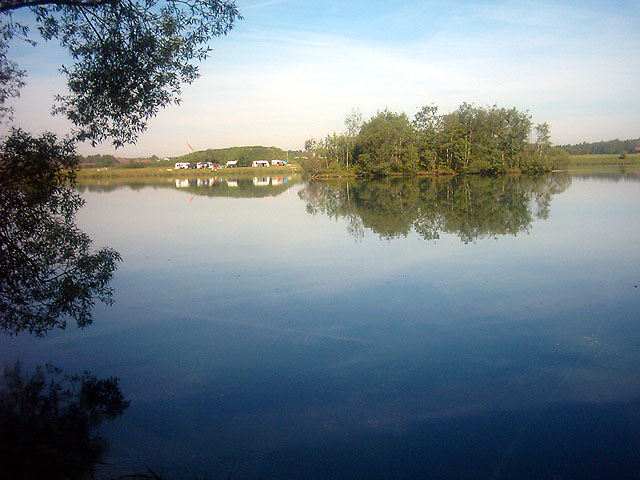
Am Grünen See